# Немачка подморница У-2
Подморница У-2 је била немачка подморница типа II-A, и њена градња је започета у Килском бродоградилишту Дојче Верке 11. фебруара 1935. године, истог дана, када је почела и градња прве немачке подморнице - У-1. Од увођењу у строј 25. јула 1935. године, па до њеног потапања 8. априла 1944. године, њом је командовао већи број поморских официр, а међу њима и два „Подморничка Аса“ - Хајнрих Либе и Херберт Шулце.

## Служба
Немачка подморница У-2, као и остале подморнице типа II-A, су углавном служиле за обуку и патролирање у близини обала. Њена мала тежина и акциони радијус нису дозвољавали употребу на Атлантику. Када је почео Други светски рат, она је служила као тренажни брод за нове подморничаре, али приликом припреме за инвазију на Норвешку, у недостатку довољног броја борбених подморница, У-2 испловљава 15. марта из Кила и одлази на прву своју борбену патролу. Након 15 дана патролирања оне упловљава у Вилхелмсхафен 29. марта 1940. године. По завршеној опскрби она испловљава из Вилхелмсхафена 4. априла, и остаје на мору 12 дана. То су уједно биле и једине две њене борбене патроле. У периоду од 7. јула до 5. августа 1940. године, на подморници су се налазила два команданта - Хелмут Розенбаум и Ханс Хајтман.
Од 1. јула 1940. године, подморница У-2 је уврштена у 21. флотилу на Балтику, где је она наредне четири године служила као школски брод. Дана, 8. априла 1944. године, подморница У-2 је потонула несрећним случајем, након судара са немачким бродом Helmi Söhle западно од места Пилау (сада:Балтијск). Седамнаест чланова посаде је том приликом погинуло, а осамнаест је преживело. Труп је извађен следећег дана из мора и послат на сечење.

## Команданти
- Херман Михаелес (25. јул 1935 — 30. септембар 1936)
- Хајнрих Либе (1. октобар 1936 — 31. јануар 1938)
- Херберт Шулце (31. јануар 1938 — 16. март 1939)
- Хелмут Розенбаум (17. март 1939 — 5. август 1940)
- Ханс Хајтман (7. јул 1940 — 5. август 1940)
- Георг фон Виламовиц-Мелендорф (6. август 1940. - октобар 1941)
- Карл Келцер (октобар 1941. - 15. мај 1942)
- Вернер Шваф (16. мај 1942 — 19. новембар 1942)
- Хелмут Херглоц (20. новембар 1942 — 12. децембар 1943)
- Волфганг Шварцкопф (13. децембар 1943 — 8. април 1944)